# Gymnázium Čakovice
Gymnázium Čakovice (zkráceně GymČak) je pražské čtyřleté a šestileté gymnázium. Vzniklo v roce 1993 a sídlí v pražských Čakovicích. Škola má kapacitu 300 studentů a je považováno za malé gymnázium. Každý rok je otevírána jedna třída šestiletého a jedna třída čtyřletého studia. Zřizovatelem školy je hlavní město Praha.

## Historie
Gymnázium bylo založeno roku 1993, v budově staré čakovické školy z roku 1882. V budově sídlilo taktéž Gymnázium Litoměřická v letech 1953–1964, odkud se poté přestěhovalo do nedaleké budovy zámku. Gymnázium je od roku 2007 fakultní školou Filozofické fakulty Univerzity Karlovy v Praze a od roku 2015 i fakultní školou Přírodovědecké fakulty Univerzity Karlovy v Praze.

## Vybavení
V budově gymnázia se nachází 16 učeben, které jsou vybaveny dataprojektory s promítacími plátny nebo interaktivními tabulemi. 11 učeben je zařízeno jako odborné učebny chemie, fyziky, biologie, zeměpisu, dějepisu a hudební výchovy. Tyto učebny jsou určeny pro výuku většího počtu žáků (pro 30 žáků). Zbývajících 5 učeben jsou zaměřeny na výuku menšího počtu žáků (pro 30 žáků) a jsou zaměřeny na výuku cizích jazyků (jazyková učebna a jazyková laboratoř), informatiky (2 počítačové učebny) a výtvarné výchovy (ateliér). Učebny jsou průběžně modernizovány. V roce 2009 proběhla přestavba jazykové učebny na multimediální učebnu. V letech 2018 - 2020 došlo také k nákupu nových počítačů, tabletů, projektorů, tabulí a vybudování nové Wi-Fi sítě. Gymnázium sdílí 2 tělocvičny, jídelnu, venkovní hřiště s atletickou dráhou a sportovní halu s nedalekou základní školou Dr. Edvarda Beneše.

## Ředitelé
- RNDr. Iva Štěpánová (1993–2006)
- PhDr. Daniela Hochmanová (2006–2018)
- Mgr. Iva Nosková (2018–dosud)

## Aktivity gymnázia
- Každoroční maturitní ples s imatrikulací
- Adaptační kurz pro studenty 1. ročníku
- DofE – mezinárodní program, který má za úkol podpořit rozvoj schopností a dovedností žáků
- Rozšířená výuka jazyků (angličtina, latina, španělština, němčina, ruština)
- Večer jazyků – každoroční akce pro studenty a profesory gymnázia, která se koná v Salesiánském divadle v Kobylisích
- Sportovní den – v areálu ZŠ Dolákova, na hřišti SK Joudrs Praha
- Geomorfologická exkurze po České republice – pro studenty 4. ročníku šestiletého studia a 2. ročníku čtyřletého studia
- Sportovně turistický kurz – pro studenty 5. ročníku šestiletého a 3. ročníku čtyřletého studia
- Projektový týden
- Lyžařský kurz
- Výlety a exkurze do zahraničí – zaměření na zlepšení jazykových schopností žáků
- Účast na sportovních turnajích (florbal, volejbal, basketbal, fotbal, futsal)
- Olympiády a další soutěže
- Charitativní běh – každoročně na Den Země
- Den otevřených dveří
- Školní parlament